# Germain Boffrand
Germain Boffrand (Nantes, 16 de mayo de 1667 – París, 19 de marzo de 1754) fue un destacado arquitecto, decorador e ingeniero francés.
Colaborador de Jules Hardouin-Mansart, Boffrand fue uno de los principales arquitectos del estilo Regencia que él contribuyó a crear. Ayudó a introducir el estilo rococó en Francia por su integración con la arquitectura clásica del reinado de Luis XIV. Deseoso de conservar la monumentalidad clásica, en sus exteriores mantuvo un clasicismo barroco tardío con algunas innovaciones en la ordenación del territorio que eran excepcionales en Francia y trató de limitar la ornamentación rococó a los apartamentos interiores, que utilizó con gran maestría y que culminó en sus interiores del Hôtel de Soubise. Autor de un tratado, Le livre d'architecture [El Libro de Arquitectura] (1745), en el que se grabaron sus principales edificios, sus obras popularizaron el gusto francés en Europa.

## Biografía
Nieto de Mathurin Boffrand, pintor y maestro escultor en Machecoul en Bretaña, hijo de Jean Boffrand maestro escultor y arquitecto en Nantes, Germain Boffrand era el segundo hijo de una familia de doce hijos. Durante su infancia participó en las obras de su padre, que era un reconocido retablista nantés.
Adolescente, siguió estudios superiores en la Universidad de Nantes, para convertirse en maestro de las artes al igual que su hermano mayor Guillaume. Llegó a París acompañado de su madre, hermana del poeta Quinault, después de 1682. La primera mención atestiguada de Boffrand en París es de fecha 19 de septiembre de 1685, cuando asistió con su madre a la boda de la hija mayor de Philippe Quinault con Charles Le Brun, sobrino y ahijado del gran pintor Charles Le Brun, premier peintre del rey Luis XIV y director de la Académie royale de Peinture et de Sculpture.
Introducido por su tío, Philippe Quinault, en los círculos de la Corte y de la Villa, era académico y artista, pero también interesado en el proceso de construcción, en el corte de las piedras, la metalurgia y las nuevas tecnologías (los proyectos de motor de vapor para la elevación del agua). Se unió a la agencia de Jules Hardouin-Mansart, y al año siguiente, en 1686, ya aparece en las cuentas de los  Bâtiments du Roi [edificios del rey] donde está ocupado dibujando la plaza Vendôme y luego en la Orangerie del Palacio de Versalles, siendo un colaborador valioso.
Dejó los Bâtiments du Roi en 1699 y comenzó a trabajar para una clientela privada esencialmente parisina. En ese año 1699 Charles II Le Brun, su pariente, había heredado los bienes de su célebre tío y confió a Boffrand la construcción de un hôtel particulier para su propio uso. Boffrand todavía era poco conocido, pero esa residencia le proporcionó una cierta notoriedad entre la aristocracia parisina. El hôtel presenta una planta masiva, bastante nueva en el momento. Sus cuatro fachadas recibieron un tratamiento decorativo, pero carente de pilastras o columnas. En el lado de la calle, la fachada principal se centra en un antecuerpo de tres vanos, coronado por un frontón triangular que tiene las armas de los Le Brun rematado con una corona condal.
El éxito le llegó rápidamente y le llegaron encargos de princesas de sangre y príncipes extranjeros. De manera general, Boffrand apenas trabajó para el rey, sino para clientes privados, iluminados y ricos, dispuestos a aceptar audacias arquitectónicas impensable en los edificios oficiales. París le debe muchas de sus más bellas mansiones, diseñadas con tanto virtuosismo como diversidad: el Petit Luxemburgo (1709), construido para la princesa Palatina, viuda del príncipe de Condé, el hotel Amelot (1710) con la impresionante fachada cóncava cubierto de pilastras, el palacio del Arsenal con su ordenación varonil coronada de cañones (1712), los hôteles en Torcy y Seignelay (1713) cuyas fachadas gemelas se elevan por encima del Quai d'Orsay.
En 1709, fue el responsable del diseño interior de los apartamentos del hôtel de Soubise (trabajos retomados en 1732) y luego reconstruyó en el ducado de Lorena, el castillo de Aulnois para la familia de los Armoises.
Fue admitido en la Académie royale d'architecture en 1709, puesto que conservaría hasta su muerte. En 1710, participó en la ampliación del Palais Bourbon. En 1732 fue nombrado inspecteur général des ponts et chaussées (inspector general de Puentes y Caminos) e hizo proyectos para reestructurar y consolidar el barrio de les Halles. Participó en el concurso para la plaza de Luis XV. Nombrado arquitecto jefe del Hospital General en 1724, construyó en la île de la Cité el nuevo hospital de Enfants-Trouvés (expósitos) (1748, destruido). También trabajó en los hospitales, en la Salpêtrière, en Bicêtre, en el Hôtel-Dieu.
En el extranjero Boffrand participó en la construcción del castillo de los duques de Lorena en Lunéville desde 1709 y después fue nombrado «Premier Architecte» del duque Leopold I en 1711. Al mismo tiempo, construyó para el marqués de los Armoises, gobernador de los hijos del duque, el castillo de Aulnois en Aulnois sur Seille. También construyó una fuente y un pabellón de caza en los jardines de un castillo del príncipe elector de Baviera Maximiliano II Emmanuel y trabajó con Balthasar Neumann en 1724 en la Residencia de Wurzburgo (1719–1744).
Boffrand se convirtió en miembro de la Royal Society el 10 de enero de 1745.
Tuvo por alumnos a François Dominique Barreau de Chefdeville, Charles-Louis Clérisseau y Emmanuel Héré, arquitecto de la plaza Stanislas de Nancy. Murió en París a los 87 años.

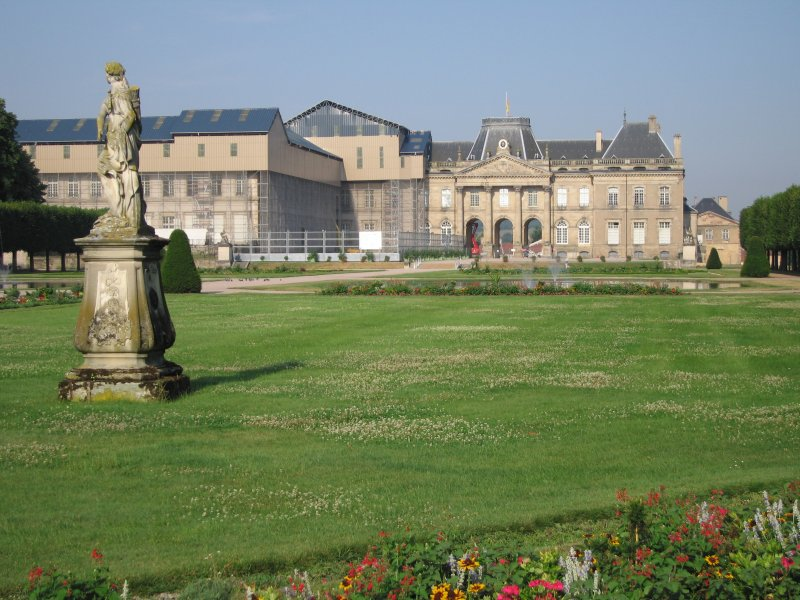
Château de Luneville, obra emblemática de Boffrand.

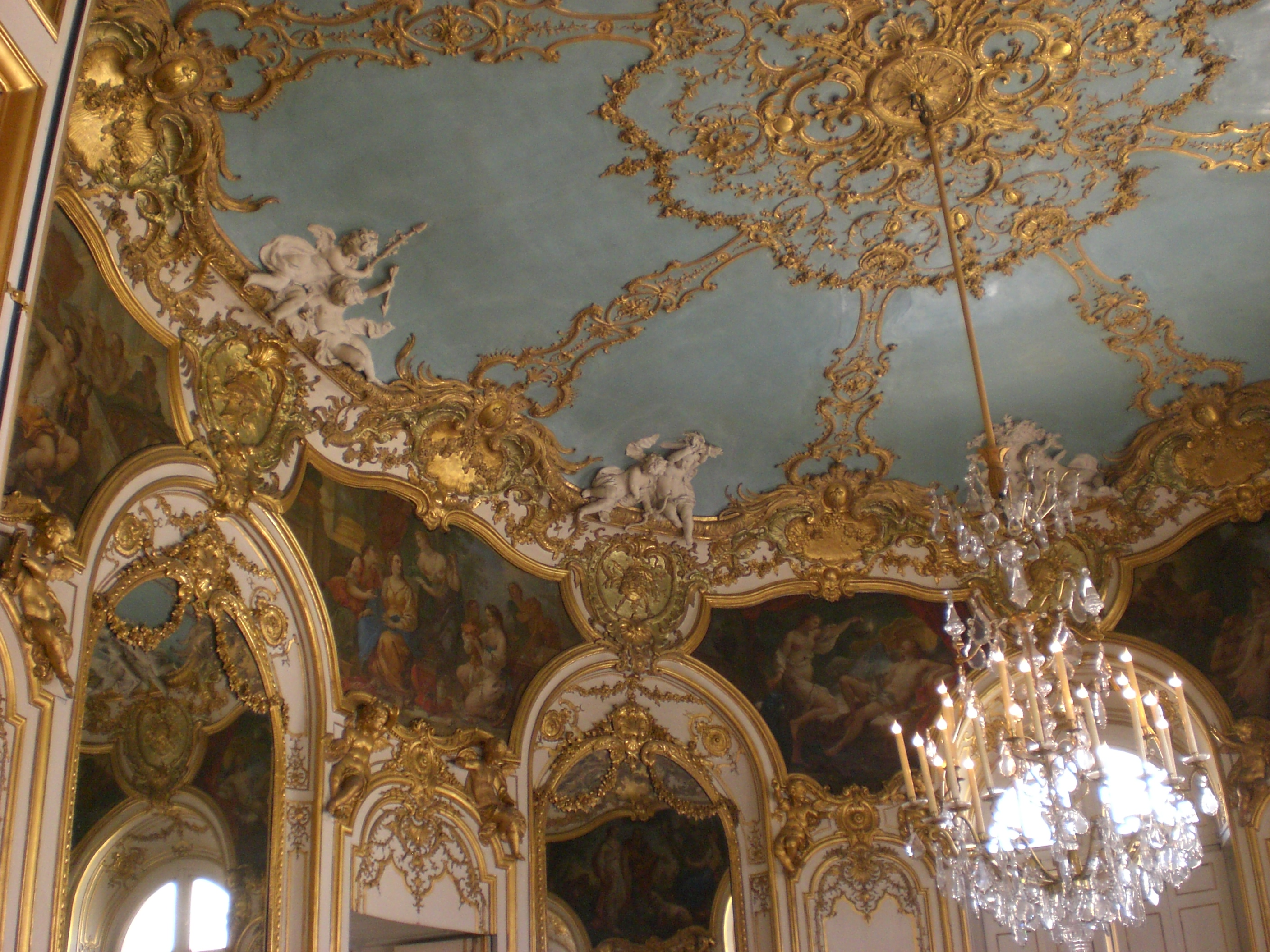
El espléndido Salone Ovale del Hôtel de Soubise de París.

En su formación siguió las directrices de dos grandes maestros de la arquitectura: François Girardon y Jules Hardouin-Mansart, buenos conocedores de la arquitectura clásica. Sin embargo, Boffrand nunca estuvo en Italia, pero a pesar de ello su enorme creatividad le llevó a apartarse de los diseños de Mansart para crear diseños llenos de inquietud, con predominio de vanos en los muros de muchas de sus fachadas, lo que refleja indiscutiblemente la tendencia barroca hacia la unificación del espacio interior exterior, creando y provocando así el conflicto entre ambos.
Llamado a Nantes por Leopoldo, marido de la duquesa de Orleáns y nieta de Luis XIV, se encargó de la construcción del palacio de dicha ciudad y del de Lunéville, cuyas obras comenzaron hacia 1702. En esta ciudad de la Lorena francesa ejecutará diferentes proyectos, como el citado palacio y un puente. No es de extrañar el hecho de que los arquitectos llevaran a cabo estos proyectos, puesto que hasta 1750 el diseño de puentes se consideraba como una extensión del problema de bóvedas, es decir, no había diferencias sustanciales entre ellos y los edificios, tan sólo en los problemas menores de uniones y dilataciones.
En 1709 fue admitido como miembro de la «Académie royale d'Architecture», puesto que conservaría hasta su muerte.
La participación que tuvo el modernismo en extender la idea de que las formas arquitectónicas son análogas a las del mobiliario es obvia; y los puntos de vista de Boffrand sobre este asunto son bastante explícitos: «la moda, en varias épocas (especialmente en Italia), ha deseado torturar todas las partes del edificio, y ha intentado destruir todos los principios de la arquitectura, cuya noble simplicidad debería siempre ser conservada». Esta frase es un extracto del Tratado de Arquitectura que publicó en 1745, en el cual expone sus ideas. Dicho tratado le permitió introducir en Alemania la idea de que la Arquitectura y el mobiliario se diseñan de manera similar. En este mismo tratado se encuentran opiniones muy avanzadas, como la recomendación de visualizar el carácter de cada estructura de modo que el espectador se sienta impresionado, ensalzando la «noble sencillez» de la Arquitectura, una clara prefiguración de esa «Arquitectura parlante» que expresaría tanto la finalidad como el carácter del edificio. Sin embargo, Boffrand permaneció en la esfera estética incluso cuando concibió la unidad de carácter de la Arquitectura. Además de esto, en su tratado extrajo una teoría completa de la arquitectura y de la Ars Poetica de Horacio, cuya conclusión más destacada es que «los perfiles de las molduras y otras partes que componen un edificio son para la Arquitectura lo que las palabras para el lenguaje», siguiendo con esto la línea marcada por los arquitectos franceses de relacionar Arquitectura y lenguaje.
Además de todas las obras citadas, el espíritu enciclopedista del siglo XVIII orienta la curiosidad de Boffrand, entre otros, hacia todo tipo de aplicaciones técnicas, como su colaboración con un modesto perfeccionamiento de la máquina de amasar cal en la Encyclopédie (1751–1772), que publicaba, en extracto, los artículos relativos a la técnica constructiva habitual con vistas a mejorar la preparación de los constructores.

### Publicaciones
Público muchas obras sobre su arte, entre otras el Livre d'architecture, 1745, in-folio.

## Selección de obras
El sombreado tiene el siguiente significado:
| Imagen | Año                  | Obra                                                                  | Emplazamiento                                  | Región           | Observaciones |
|        | 1700                 | Hôtel Le Brun                                                         | París, calle Cardinal-Lemoine, 49              | Isla de Francia  | Mandado construir por Charles II Le Brun, sobrino y legatario universal del pintor Charles Le Brun y pariente de Boffrand: edificio destacado, probablemente uno de los primeros edificios privados en haber sido distinguidos por la crítica contemporánea. |
|        | 1703                 | Chateau d'Aulnois sur Seille                                          | Aulnois sur Seille                             | Lorena           | |
|        | 1704-1707 1735-1740  | Hôtel de Soubise                                                      | París, calle de los Francs-Bourgeois, 60       | Isla de Francia  | (actuó también en 1735-1740). |
|        | 1704-1715            | Château de Roissy-en-France                                           | Roissy-en-France                               | Isla de Francia  | (destruido) attribué après recherches archéologiques |
|        | 1707                 | Hôtel d'Argenson                                                      | París, calle des Bons-Enfants, 19              | Isla de Francia  | (llamado hôtel de la Cancillería de Orléans), cerca del Palais-Royal (destruido en 1923) |
|        | 1708-1748            | Château de Commercy                                                   | Commercy (Meuse)                               | Lorena           | Para Charles Henri de Lorraine, príncipe de Vaudémont y de Commercy |
|        | 1708-1709            | Château de Lunéville                                                  | Lunéville                                      | Lorena           | Para Leopoldo I de Lorena, duque de Lorena (en curso de restauración). |
|        | 1709-1716            | Petit-Luxembourg                                                      | París                                          | Isla de Francia  | Renovación para Ana de Baviera, princesa palatina, viuda de Enrique Julio de Borbón-Condé, príncipe de Condé. |
|        | 1709                 | Transformación del Hôtel de Mayenne                                   | París, calle Saint-Antoine, 21                 | Isla de Francia  | Para Carlos Enrique de Lorena, conde de Vaudémont. |
|        | 1712                 | Hôtel Amelot de Gournay                                               | París, calle Saint-Dominique, 1                | Isla de Francia  | |
|        | 1713                 | Hôtel de Torcy                                                        | París, calle de Lille, 78                      | Isla de Francia  | Conocido hoy como Hôtel de Beauharnais, residencia del embajador de Alemania. |
|        | 1713                 | Hôtel de Seignelay                                                    | París, calle de Lille, 80                      | Isla de Francia  | |
|        | 1715-1725            | Biblioteca del Arsenal                                                | París                                          | Isla de Francia  | Para Luis Augusto de Borbón, duque de Maine: construcción de un nuevo cuerpo central (corps de logis) para los apartamentos del Arsenal, en su condición de Gran Maestre de Artillería                                                                       |
|        | 1717-1720            | Hôtel Ferraris                                                        | Nancy, calle de Haut-Bourgeois, 29             | Lorena           | |
|        | 1720-1723            | Château de Haroué (Palais d'Haroué)                                   | Lorena                                         | Lorena           | Para Marc de Beauvau-Craon, príncipe de Craon. |
|        | 1721                 | Hôtel de la Monnaie                                                   | Nancy, calle de la Monnaie                     | Lorena           | |
|        | 1722                 | Trabajos de restauración del Palacio de Justicia                      | París                                          | Isla de Francia  | |
|        | 1725                 | Château de Thuillières                                                | Thuillières, Vosges                            | Lorena           | |
|        | 1725-1728            | Puente de Joigny                                                      | Joigny (Yonne)                                 | Borgoña          | |
|        | 1728-1729 1746, 1748 | Catedral de Notre-Dame                                                | París                                          | Isla de Francia  | Restauración del rosetón sur del transepto y refacción de la bóveda del crucero (1727-1728), restauración de la capilla del Espíritu Santo (1746), puerta del claustro (1748).                                                                               |
|        | 1730-1734            | Château de la Favorite                                                | Lunéville                                      | Lorena           | Para Charles-Alexandre de Lorraine |
|        | 1731                 | Loges pour aliénés et citerne de l'Hôpital de Bicêtre                 | Kremlin-Bicêtre                                |                  | (loges destruidos) |
|        | 1735                 | Puente de Villeneuve-sur-Yonne                                        | Villeneuve-sur-Yonne (Yonne)                   | Borgoña          | |
|        | 1739                 | Abside du Saint Suaire de Besançon, Cathédrale Saint-Jean de Besançon | Besançon                                       |                  | |
|        | ca. 1740             | Château de Gerbéviller                                                | Gerbéviller                                    |                  | |
|        | 1743                 | Capilla de la Comunión de la Iglesia de Saint-Merri                   | París, calle Saint-Martin, 78                  | Isla de Francia  | |
|        | 1747-1748            | Hospice des Enfants-Trouvés                                           | París, rue Neuve-Notre-Dame, île de la Cité    | Isla de Francia  | Agrandi en 1782, restructuré en 1838 et démoli en 1874 pour l'agrandissement du parvis Notre-Dame. |
|        | -                    | Château de la Malgrange                                               | Jarville-la-Malgrange, cerca de Nancy (Lorena) | Lorena           | (parcialmente destruido), para el duque Leopoldo de Lorena y de Bar Léopold I de Lorena, |
|        | -                    | Proyectos (inacabados) para el Palais Ducal de Nancy                  | Nancy                                          | Lorena           | |
|        | -                    | Hôtel de Beauvau-Craon                                                | Nancy, plaza Carrière, 2                       | Lorena           | Para Marc de Beauvau-Craon, príncipe de Craon. |
|        | -                    | Altar mayor de la Catedral de San Pedro de Nantes                     | Nantes                                         | Bretaña          | |
|        | -                    | Fachada del convento los Padres de la Misericordia                    | París, calle de los Archives, 45               | Isla de Francia  | Edificado por encargo del príncipe de Soubise, que deseaba un vis-à-vis digno de su nuevo hôtel, destruido bajo la Revolución francesa. |
|        | -                    | Portada del Hôtel de Villars                                          | París, calle de Grenelle, 116                  | Isla de Francia  | Hoy ayuntamiento del 7e arrondissement de Paris. |
|        | -                    | Catedral de Nancy                                                     | Nancy                                          | Lorena           | Finalización de la obra según planos de Giovanni Betto, arquitecto del Ducado de Lorena. |
|        | -                    | Puente Viejo de Pont-sur-Yonne                                        | Pont-sur-Yonne                                 | Borgoña          | |
|        |                      | Hôtel de Ludre                                                        | Nancy                                          | Lorena           | |
|        |                      | Château de Vaux (Aube)                                                | Vaux (Aube)                                    | Champaña-Ardenas | |
|        |                      | Hôtel des Loups, primer hôtel particulier construido por Boffrand     | Nancy                                          | Lorena           | |
|        |                      | Fachada del convento de los padres de la Merced                       | Paris, rue des Archives, 45                    | Isla de Francia  | Edificado por encargo del príncipe de Soubise que deseaba un vis-à-vis digno de su nuevo hôtel (destruido en la Revolución francesa) |